# Namer
Ne doit pas être confondu avec Élodie Namer.
Le Namer (en hébreu : נמ"ר) est un véhicule blindé chenillé de transport de troupes israélien lourdement protégé, basé sur le châssis du char Merkava Mk. 4. Son nom signifie léopard, il s'agit de la contraction des mots « Nagmash » (véhicule de transport de troupes) et Merkava.

## Historique
Le développement d'un véhicule blindé de transport de troupe basé le châssis du char Merkava débute au cours des années 1990, sous l'égide du ministère de la Défense israélien. Deux prototypes reprenant le châssis du Merkava Mk. 1 sont construits, Ehud Barak annule ensuite le projet pour des raisons budgétaires.
À la suite de la destruction en mai 2004 de deux M113 Zelda et de la mort de 13 membres d'équipage, le projet est relancé et un prototype basé cette fois sur le châssis du Merkava Mk 4. est dévoilé au salon d'armement LIC en mars 2005. Le ministère de la Défense israélien passe une première commande de 130 Namer en septembre 2007 et les 15 premiers exemplaires rentrent en service dans l'armée de défense d'Israël en juillet 2009.

### Engagements
Le Namer a été testé au combat lors de la guerre de Gaza au sein de la brigade Golani. Les engins de série ont participé à la guerre de Gaza de 2014 et à la crise israélo-palestinienne de 2023.
Les Namer sont employés aux côtés des blindés démineurs Puma et chars Merkava lors des assauts urbains de la guerre à Gaza depuis 2023 .

## Caractéristiques techniques
Le Namer reprend une version modifiée du châssis char Merkava Mk. 4, il possède notamment le groupe motopropulseur du Merkava Mk. 3 comprenant, entre autres, le moteur Teledyne Continental AVDS-1790-9AR à refroidissement par air. Afin de mieux évoluer aux côtés de l'infanterie débarquée, le Namer possède huit caméras vidéo de vision périphérique. Le compartiment d'équipage possède également une climatisation et un réservoir d'eau potable.
Depuis 2016, certains Namer possèdent le système de protection active Trophy de type hard-kill.
Son prix à l'unité serait de 3 000 000 $.

### Variantes
- Namer Siman 2 : appelé également Namer 1500[4] il possède le groupe motopropulseur du Merkava Mk. 4 ainsi que les écrans tactiles et le système de protection active Trophy présents sur le Merkava M.k 4 Barak. Il incorpore également un détecteur de départ de coup EL0 5220 Othello produit par IAI. Ce modèle entre en service dans l'armée de défense d'Israël en 2023.
- Namer CEV : variante du Namer utilisé par le génie depuis 2016.
- Nemera : prototype de char de dépannage.

### Galerie

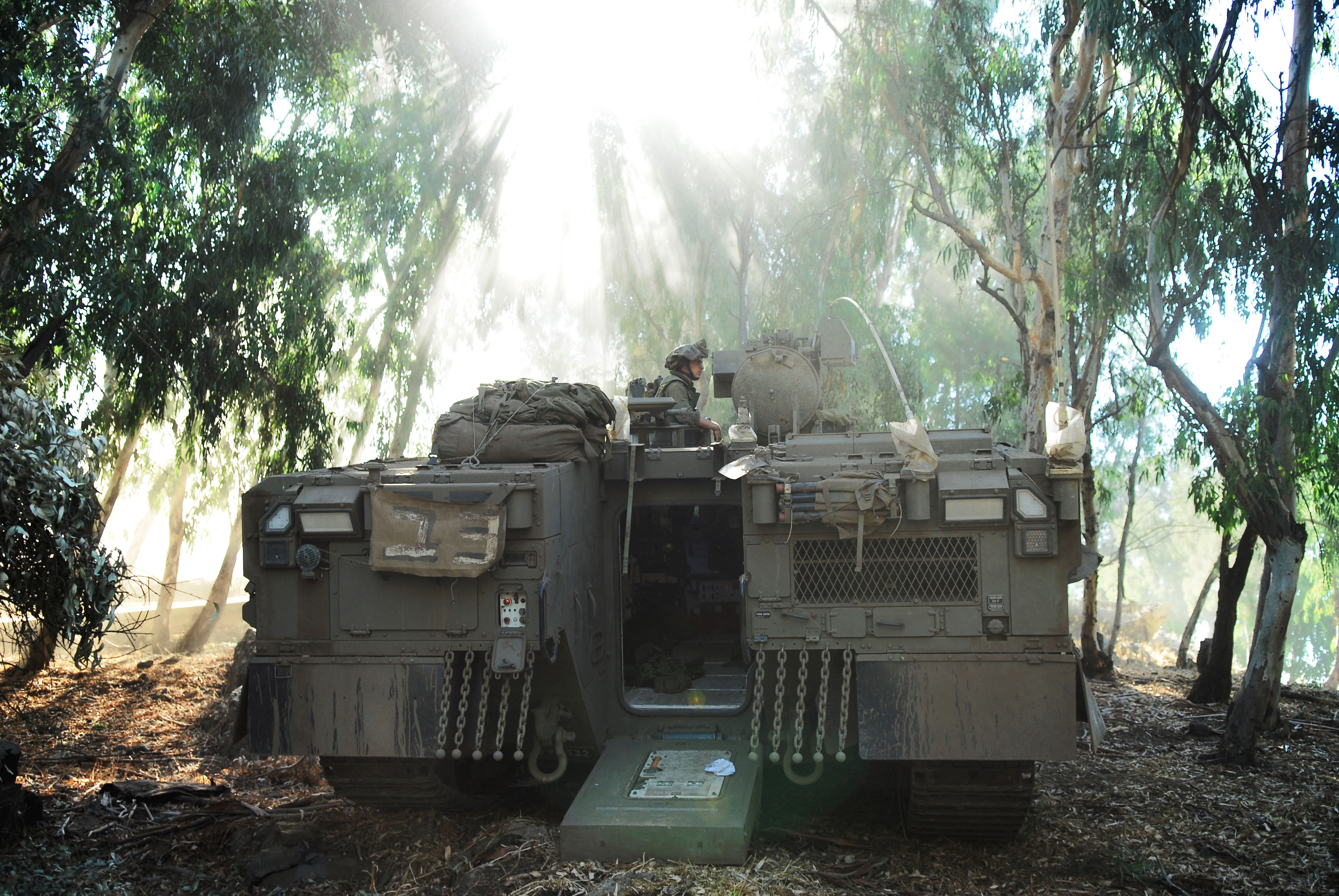
La rampe dérobée vue depuis l'arrière d'un Namer du 13ème bataillon de la brigade Golani stationné sur le plateau du Golan.
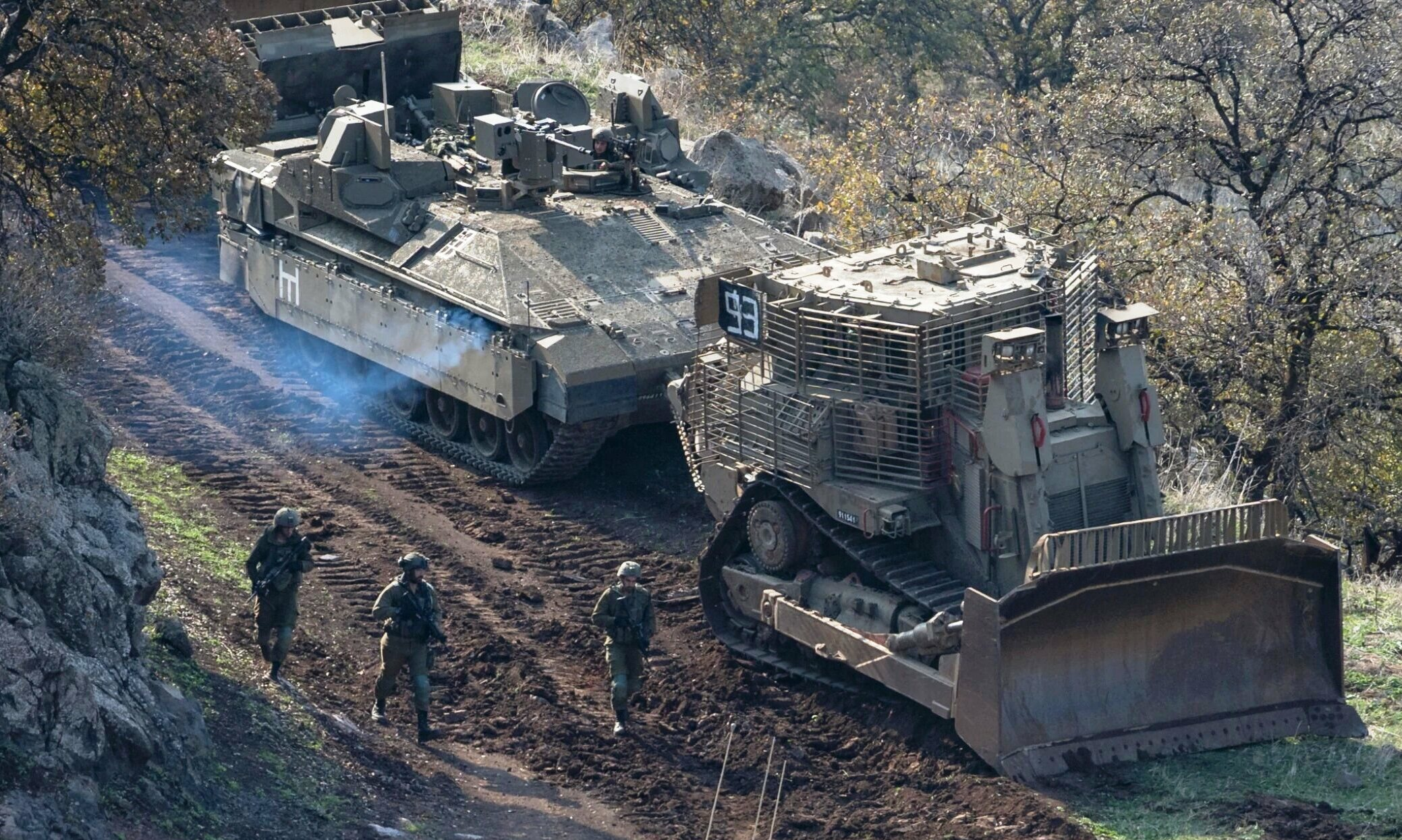
Un Namer CEV d'un bataillon du génie de combat suivant un bulldozer Caterpillar D9 lors d'un exercise en janvier 2023.
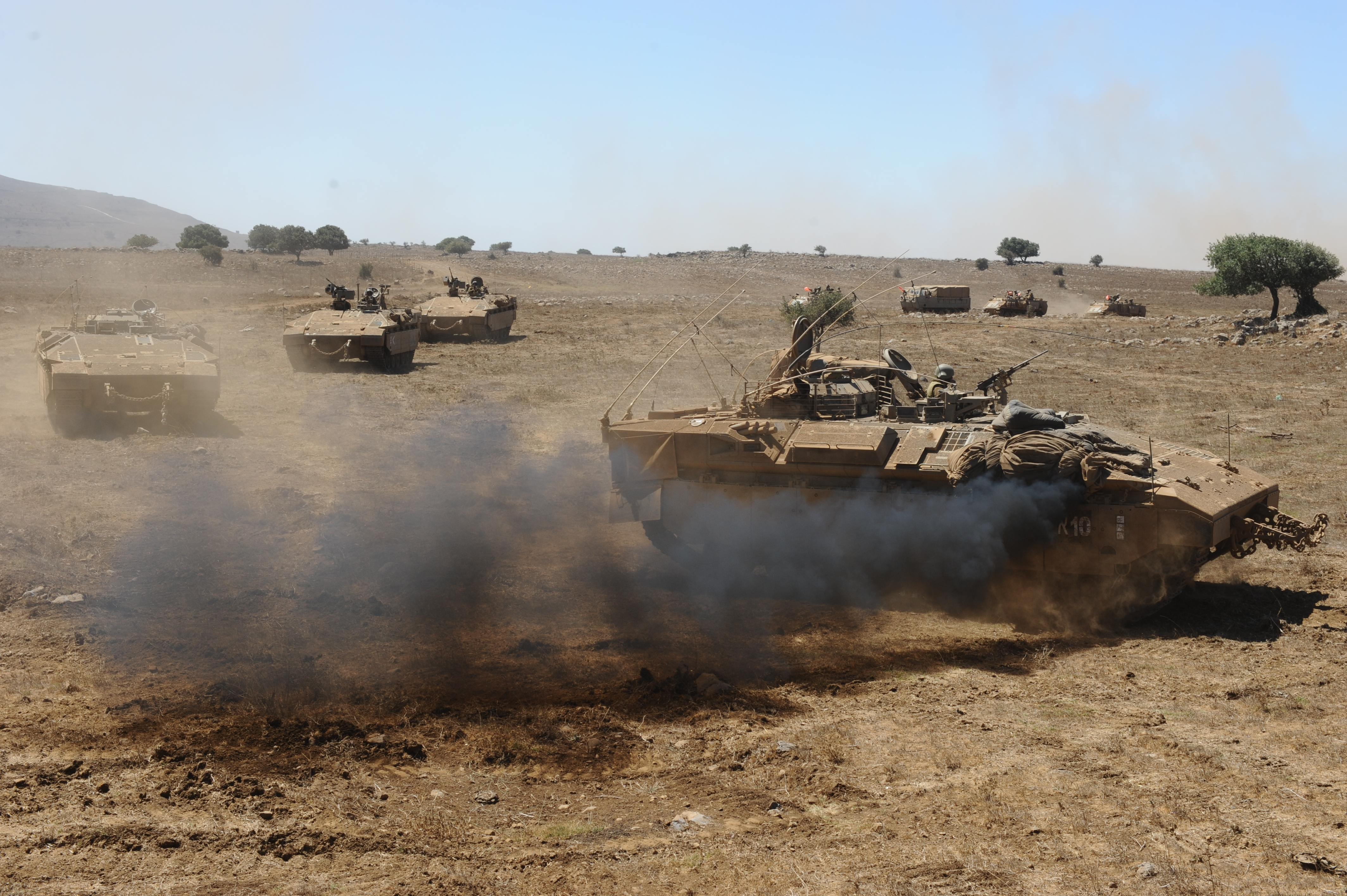
Ce Namer transformé en poste de commandement mobile (à droite) est reconnaissable par le nombre important d'antennes radio montées sur son toit.
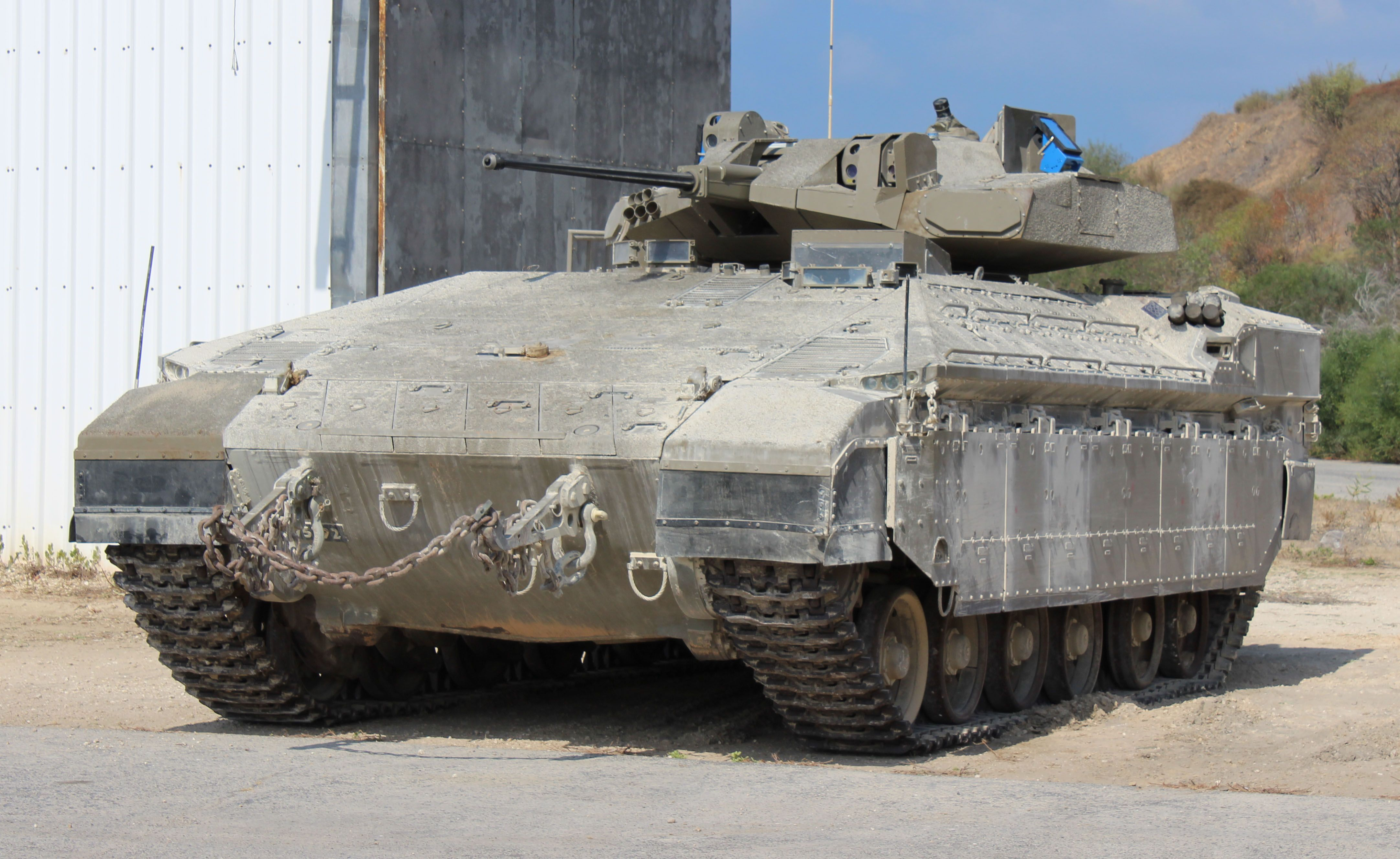
Un Namer transformé en véhicule de combat d'infanterie à la suite de l'adjonction d'une tourelle inhabitée.

## Voir également
- NagmaSho't
- Nagmachon
- Nakpadon
- Achzarit